# Feteira (Horta)
Feteira ist eine portugiesische Gemeinde (Freguesia) im Kreis (Concelho) von Horta auf der Azoreninsel Faial.
Die Küste bei Feteira ist größtenteils Steilküste, die von dem Aussichtspunkt Miradouro da Lajinha gut einsehbar ist – hier wurde durch die Erosion des Meeres ein natürlicher Bogen in einer Felsformation geschaffen. Eine Reihe Flussläufe und Bäche durchziehen die Gemeinde, fünf Brücken queren sie hier.

## Geschichte und Sehenswürdigkeiten
Den Mittelpunkt des Ortes, der über einen kleinen Hafen verfügt, bildet die Kirche Igreja ao Espíritu Santo mit einem 1864 fertiggestellten Turm, die 1568 erstmals urkundlich erwähnt und 1824 erweitert wurde. Die Kirche steht heute unter Denkmalschutz.
Neben der Kirche steht die kleinere Heilig-Geist-Kapelle Império do Divino Espírito Santo da Caridade da Feteira.
Die Halbinsel Ponta Furada unweit von Feteira ist ein viel besuchtes Ziel von Anglern.

## Verwaltung
Gemeinde (Freguesia) im portugiesischen Kreis Horta an der Südküste der Insel Faial. In ihr leben 1776 Einwohner (Stand 19. April 2021).
Folgende Orte und Ortsteile liegen im Gemeindegebiet:
- Feteira
- Lajinha
- Ponta Furada
- Ribeira da Granja